# Francisco Whitaker
Francisco Guilherme de Aguiar Whitaker, também conhecido como Chico Whitaker, Capitão Whitaker e Capitão Chicuta (Limeira, 10 de março de 1864 — Indiana, 20 de setembro de 1944), foi um empresário e pioneiro paulista, considerado um bandeirante moderno devido ao seu papel na fundação de localidades do interior de São Paulo. Fundou as cidades de Presidente Epitácio, Indiana e Regente Feijó.

## Biografia

### Primeiros anos
Francisco Whitaker era filho dos paulistas Francisco Ernesto de Aguiar Whitaker e Maria Amélia de Araújo Lima, nasceu na fazenda Paraíso, propriedade de seus pais que localizava-se na região de Limeira. Seus primeiros anos de vida não é muito conhecido, sabe-se que cedo saiu da casa dos pais para trabalhar, dando início ao desbravamento das bacias dos rios do Peixe, Santo Anastácio e baixo Paranapanema, em São Paulo e na zona fronteiriça com o antigo sul de Mato Grosso (atual Mato Grosso do Sul). Nesta época, era gerente das fazendas do coronel Arthur Diederichsen na região de Ribeirão Preto. Em 28 de outubro de 1893, Francisco Whitaker foi nomeado para o posto de Capitão do Esquadrão do 64º Regimento de Cavalaria da Guarda Nacional da Comarca de Ribeirão Preto, através da Carta Patente emitida pelo Palácio da Presidência no Rio de Janeiro.

### Porto Tibiriçá
Em 1 de janeiro de 1907, na margem do rio Paraná, fundou um porto, que em seu nome, homenageia o presidente Jorge Tibiriçá, no entanto a maior dificuldade para a realização da obra era sobre os transportes para abastecer os trabalhadores do porto. Isto porque Sorocaba estava ainda em Manduri e os carreteiros e tropeiros desta zona temiam ataques de bugres da etnia caingang. Assim restava a opção de realizar os transportes pelo rio Tietê. Era preciso quase que de uma frota, pois além de pessoas, era preciso transportar víveres, sementes, ferramentas, tudo para a instalação de um estabelecimento desta natureza. Isto posto, contratou-se o Coronel Paulino Carlos de Arruda Botelho. Este, em Ibitinga, organizou a frota e Francisco Whitaker, em Ribeirão Preto, organizou o pessoal, reuniu mantimentos, ferramentas e tudo mais que requeria a expedição.
Na sua chegada ao local para a instalação do Porto Tibiriçá, Francisco Whitaker constatou, quanto a empreitada assumida pelo Coronel Figueiredo, que a estrada estava aberta, porém completamente perdida, pois haviam sido queimadas pelos caingangues. Em 1908, a Estrada Boiadeia foi inaugurada e o Porto Tibiriçá finalmente ficou pronto. A localidade fundada por Whitaker ganhou forte impulso e ao seu redor, foi criado seu primeiro bairro, batizado de Vila Tibiriçá. Em 1921, o Porto Tibiriçá é elevado a categoria de distrito, passando a ser denominado Presidente Epitácio, em homenagem ao presidente brasileiro Epitácio Pessoa.  
Francisco Whitaker na década de 1920, funda a fazenda Santa Maria no município de Presidente Prudente (região atualmente correspondente a Indiana), onde passou a residir daí em diante, tornando-se um próspero fazendeiro na região. 

### Regente Feijó
Em 1922, Francisco Whitaker e os agricultores Antônio, Augusto Vieira e Joaquim Lúcio, ao longo da Estrada de Ferro Sorocabana, fundam um povoado dedicado à cafeicultura, dando-lhe o nome de Regente Feijó, em homenagem ao estadista Diogo Antônio Feijó. Após três anos, o povoado foi transformado em um distrito do município de Presidente Prudente.

## Morte
Faleceu aos oitenta anos em 20 de setembro de 1944, em Indiana, até então um distrito de Regente Feijó. No final de sua vida, fez doções a instituições de caridade, sobrinhos, parentes e afilhados, tendo redigido seu testamento deixando os bens restantes a instituições de caridade, obras pias e aos seus vinte e dois sobrinhos. Fez doações para as santas casas de São Paulo e de Presidente Prudente, por suas contribuições filantrópicas em vida, foi apelidado de o 'Pai da pobreza'.

## Homenagens

### Anhumas
Em abril de 1943, doou uma fazenda localizada no então distrito de Anhumas (pertencente a Presidente Prudente), destinada à construção de um edifício próprio do Grupo Escolar (GESC), com a conclusão das obras em 1958, recebeu o nome de Capitão Francisco Whitaker em sua homenagem.